# ウズベキスタン鉄道
ウズベキスタン鉄道　(ウズベク語: O'zbekiston Temir Yo'llari)は、ロシア鉄道の中央アジア鉄道局管内の鉄道路線のうち、ウズベキスタン共和国の領内にある部分を基に、1994年11月7日に創設された。2007年現在の営業距離程は約3645kmである。軌間は1520mm。職員数は54700人以上である。この鉄道は、国の貨物輸送量のうち約90％のシェアを占めている。
国際鉄道連合と鉄道国際協力機構 (OSShD) の一員であり、欧州委員会によるCIS諸国に対する技術支援プログラム (TACIS) を受けている。

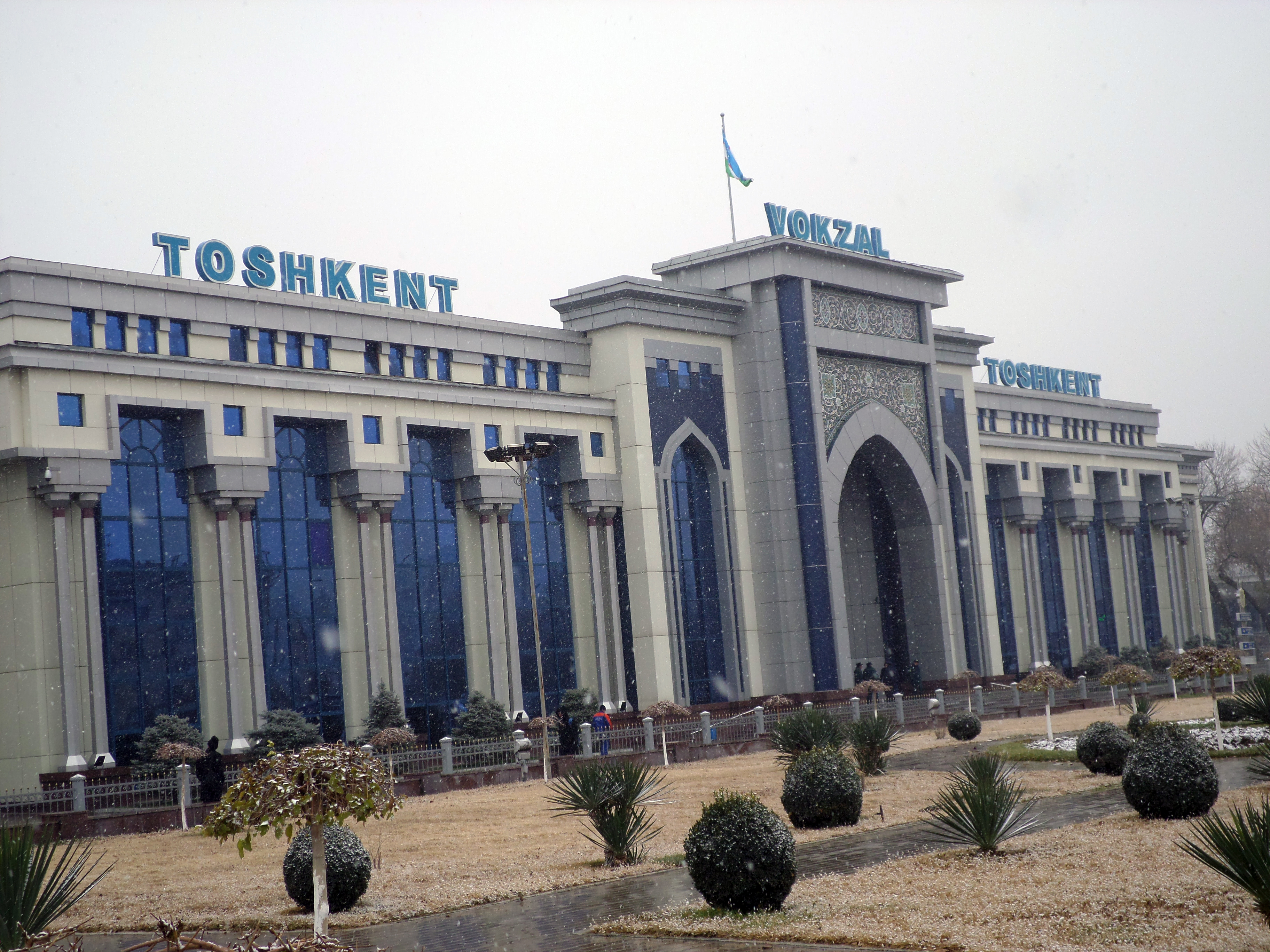
タシュケント駅

## 略史
カスピ海横断鉄道の建設は1880年に始まった。1888年にはチャルジョウ (現在のトルクメニスタン領テュルクメナバート) からアムダリヤ川を木橋で渡り、サマルカンドまでの運行を開始した。1899年には路線はタシュケントに達し、同年にはフェルガナ盆地のこんにちのアンディジャンまでの支線も開通した。1906年にはトランス・アラル鉄道が開通し、タシュケントとロシアの中心部がつながった。第二次世界大戦中にはタシュケントからアングレンまでの支線が設けられた。1970年代にはチャルジョウから現在のカラカルパクスタン自治共和国のクングラードを経て、カザフスタンのベイネウまでの路線が開通し、ヨーロッパへのもう一つの門戸が開かれた。
ウズベキスタン独立以後は、隣接諸国を経由しないで済むような、新線建設を中心とした幹線ルートの再構築を模索しつつある。また高速鉄道の新線建設を行い、2011年にタシュケント・サマルカンド高速鉄道の運行を開始した。さらに、2016年にはカムチック峠を通過するトンネルが開通し、タジキスタンを経由せずにタシュケントとフェルガナ盆地を結ぶ路線が開通した。

## 主要な旅客列車
- レギスタン号 (Registon)

2004年に運行を開始した。タシュケントとサマルカンドの2大都市を結ぶ。電気機関車に牽引される61-4170型客車の6両編成で、車体の床と側面はステンレス鋼製である。車内は6人個室からなっている。冷房つきで、真空式WCは停車中でも使用可能である。列車名はサマルカンドにある広場の名に由来する。
- シャルク号 (Sharq)

列車名は「東方」を意味する。タシケントからサマルカンドを経てブハラまでを結ぶ。客車はタシュケントの鉄道工場で更新修繕されたものが使われている。
- アフラシャブ号 (Afrosiyob)

2011年10月8日に営業運行を開始した、タシュケント・サマルカンド高速鉄道を走る高速列車である。列車名は、13世紀にチンギス・カンのモンゴル帝国に破壊されたサマルカンドの旧市街地アフラシヤブの名に由来する。タシュケントとサマルカンドとの間を所要2時間半で結ぶ。最高設計速度は250km/hであるが、高速化に対応した線路は、当面は344kmの行程中の35kmにとどまっている。車両はスペインのTalgo社とIngeteam社製のタルゴ250が2編成、用意された。車両の構成は、前後計2両の電気機関車 (出力各2528kW、交流駆動) にはさまれた1軸連接構造の客車8両と食堂車1両からなり、客席の等級は3段階に分かれている。
- ウズベキスタン号 (Ozbekiston)

2016年9月に運行開始した新路線。タシュケントからフェルガナ盆地の都市のコーカンド、マルギラン、アンディジャン間を結ぶ。それまでフェルガナ盆地へ向かう鉄道路線は旧ソ連時代に敷設された路線はタジキスタンのホジェンドを経由してたが、両国の関係が悪化し運行停止となっていた。タジキスタンを迂回する路線の建設のために標高2268ｍのカムチック峠を通過する長さ19.2㎞のカムチックトンネルの建設が進められ2016年6月に完成。貨物の運行に続いて旅客路線も9月1日から運行開始した。タシュケント-アンディジャン間の所要時間は6時間。1日1往復の運行である。また、アンディジャンからウルゲンチまでを結ぶ夜行列車の運行も開始した。

## 傘下の部門
- コンピューターセンター

1973年に創設された。CIS諸国とバルト三国の鉄道車両の追跡をおこなっている。
- 統合運転指令所

CTCによる運転整理をおこなっている。
- 電力管理部

8管区からなる。鉄道の電化は1971年より開始された。電化方式は50Hz、25000Vの交流電化である。電化区間619.9 km。き電変電所は10箇所ある。
- 信号通信管理部

11管区があり、架線延伸列車1組を有する。列車無線が整備されており、有線電話の交換業務は自動化されている。
- 軌道施設部

10の保線区、6つの保線機械基地、2つの造林管区、2つの軌道材料工場、1つの軌框工場、レール溶接列車1組を有する。関連会社のひとつにウズベキスタン唯一のコンクリート枕木とコンクリート橋げた工場があり、2005年には25万丁のコンクリート枕木を生産した。この工場は将来は年産100万丁を製造できるよう設計されている。2つの軌道材料工場の子会社では、2002年には70kmのレールを溶接し、24箇所35支間の老朽化した橋げたを交換し、528500立方mの砕石を生産した。
- 機関車管理部

9つのディーゼル機関車庫と、1つの電気機関車庫を持つ。旧ソ連から承継したディーゼル機関車には 2ТЭ10М・Л・В、3ТЭ10М、ЧМЭ-3、ТЭМ2型が、電気機関車にはВЛ60К、2ВЛ60К、2ВЛ80С、3ВЛ80С型が、電車 (エレクトリーチカ) にはЭР 9Е型がある。1999年にタシュケント集約機関車工場は開設100周年を迎えた。
近年、2つの工場の連合体であるUzZheldorremash社が、機関車や客貨車の補修部品を製作するために組織された。この会社は中央アジアおよびカザフスタンで唯一の鉄道車両の補修部品メーカーである。生産性は年々向上し、製品は中央アジアのみならずロシアにも輸出されている。輸入代替と輸出増大のために、日本の国際協力銀行のソフトローンを受けて、タシュケントの機関車工場で電気機関車を製作する計画がある。また、車両の検査回帰の延長にも取り組んでいる。
- 鉄道車両部

9つの貨車基地を擁する。輪軸工場では年間2万組の輪軸を生産し、本鉄道の需要を満たすだけではなく、近隣のCIS諸国にも供給している。アンディジャンの機械修理工場は、本鉄道の需要の2倍の貨車の大修繕能力を持つ。この工場では1996年には120両以上の8軸タンク車を復旧したほか、既存の貨車の2階建て自動車運搬車への改造を実施した。タシュケントの客車保守修繕工場では、2000年には約200両の客車の大修繕をおこなった。
- 旅客管理部

1日におよそ1万人の旅客がこの鉄道を利用する。過去10年間に30箇所以上の都市や地域の中心の駅の拡張や改修をおこなった。
- 合資会社 UzZheldorkonteyner

輸送コンテナサービスを提供している。
- 株式会社 UzZheldorpass

団体旅客の受付、乗車券の予約と前売り、乗車券の宅配、駅併設の簡易宿泊所、広告、観光地へのツアー催行を受け持っている。

## 参考
1. ↑  最新 世界の鉄道 P.140、社団法人海外鉄道技術協力協会、2005年、 ISBN 4-324-07626-X